# École de la fonction publique française

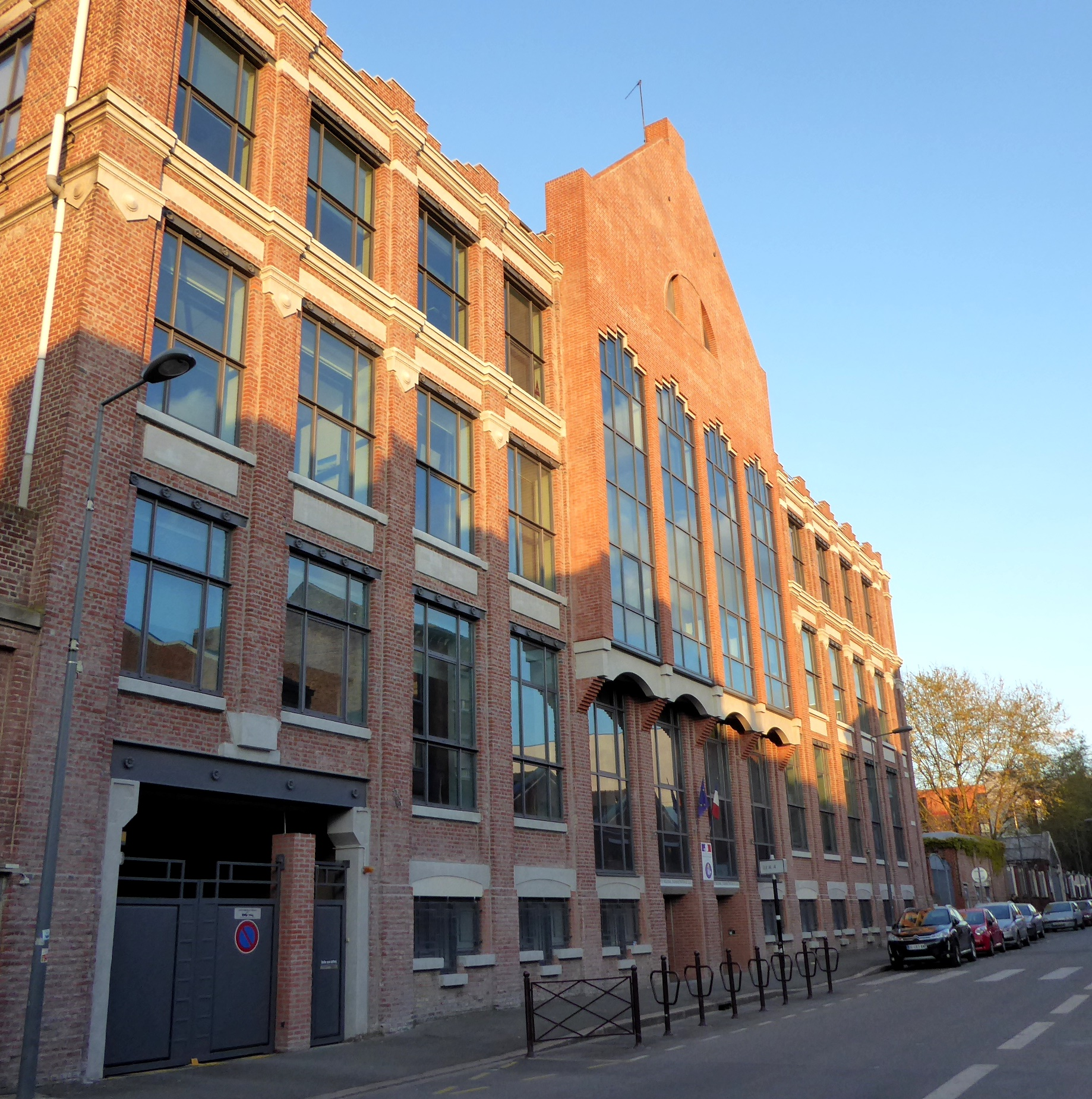
IRA de Lille

Les écoles de la fonction publique française (EFPF) ont toute la même caractéristique d'assurer la sélection, la formation initiale ainsi que la formation continue des futurs fonctionnaires de l'État, des collectivités territoriales ou de la fonction publique hospitalière. Il existe plusieurs dizaines d’écoles et d’instituts de formation spécialisés dans la formation professionnelle des fonctionnaires.
Il s’agit de structures de formation propres à l’administration : aussi parle-t-on parfois d’écoles administratives.

## Organisation
Certaines de ces écoles sont ministérielles et forment donc des fonctionnaires appelés à dérouler leur carrière dans un nombre limité de ministères. C'est par exemple le cas de l'École nationale de la magistrature (ENM, ministère de la justice), de l'École nationale des services vétérinaires (ENSV, ministère de l'Agriculture) ou de l'École nationale des techniciens de l'équipement (ENTE, ministère de l'Écologie, de l'Énergie, du Développement durable et de l'Aménagement du territoire).
D'autres écoles sont chargées d'assurer la formation d'élèves qui seront affectés dans plusieurs ministères à leur sortie d'école. C'est ainsi le cas de l'École nationale d'administration (ENA) ou bien des Instituts régionaux d'administration (IRA).
Les élèves des quatre écoles normales supérieures (ENS) sont fonctionnaires-stagiaires, sans avoir de corps de sortie unique. La plupart des anciens élèves se dirigent cependant vers l'Éducation nationale, l'Enseignement supérieur et la Recherche.
D'autres écoles encore forment des fonctionnaires territoriaux. C'est le cas de l'Institut national des études territoriales (INET) ou bien de l'École nationale supérieure des officiers de sapeurs-pompiers (ENSOSP).

## Concours d'accès
Les concours d'entrée comprennent généralement des épreuves écrites d'admissibilité, orales d'admission, et, le cas échéant, pratiques. Parmi elles, on trouve le plus souvent une évaluation de culture générale ainsi qu'un entretien de motivation. Des préparations à ces concours sont le plus souvent organisées dans les établissements d'enseignement supérieurs (instituts d'études judiciaires, instituts d'études politiques, instituts de préparation à l'administration générale, etc.)
Certaines écoles recrutant à l'issue des classes préparatoires aux grandes écoles (CPGE), comme les écoles d'ingénieurs et les écoles normales supérieures, ont un concours basé sur le programme des classes préparatoires scientifiques (maths sup et maths spé) ou littéraires.

## Statut des élèves
Les élèves fonctionnaires admis dans ces différents établissements bénéficient généralement dès leur entrée dans l'établissement du statut de fonctionnaire-stagiaire ; ils sont donc rémunérés mais s'engagent en contrepartie à travailler dans la fonction publique pendant un certain nombre d'années (généralement de trois à huit ans, jusqu'à dix ans pour les élèves des écoles normales supérieures mais cette clause est diversement appliquée).

## Liste des écoles de la fonction publique

### Écoles à vocation interministérielle
- Institut national du service public (INSP), issu de la transformation à compter de 2021 de l'École nationale d'administration (ENA) fondée en 1945, elle-même héritière de l'éphémère École d'administration de 1848[1].
- Les cinq Instituts régionaux d'administration (IRA) pour les attachés d'administration, les secrétaires des Affaires étrangères (cadre administration) et les inspecteurs des affaires maritimes.

### Ministère de l'Agriculture
- École nationale du génie rural, des eaux et des forêts, désormais école interne d'AgroParisTech, pour le corps des ingénieurs des ponts, des eaux et des forêts,
- Institut Agro Dijon, ainsi que l'ENGREF pour les étudiants se formant en gestion forestière en 2e et 3e année, pour le corps des Ingénieurs de l'Agriculture et de l'Environnement[2],
- Écoles nationales vétérinaires, pour le corps des Inspecteurs de la Santé Publique Vétérinaire (ISPV),
- Institut de formation des personnels du ministère de l’agriculture et des forêts pour les techniciens.

### Ministère de l'Europe et des Affaires étrangères
- Institut diplomatique et consulaire (composante de l'École pratique des métiers de la diplomatie)

### Ministère des Comptes publics et de la Fonction publique
- Écoles nationales des douanes situés à Tourcoing pour les inspecteurs, et à Rouen pour la formation contrôleurs et agents de constatation des douanes de la branche des opérations commerciales.
- École nationale des brigades des douanes située à La Rochelle pour la formation des contrôleurs et des agents de constatation de la branche de la surveillance.
- École nationale des finances publiques pour les inspecteurs et contrôleurs des impôts, les inspecteurs des impôts division cadastre et techniciens géomètres du cadastre, les inspecteurs, contrôleurs et agents de recouvrement du trésor, et les informaticiens de la Direction générale des Finances publiques.
- Centre national de la fonction publique territoriale
  - Institut national des études territoriales (INET) ; qui forme par délégation du CNFPT, les administrateurs territoriaux, les conservateurs du patrimoine territoriaux en partenariat avec l'INP, les conservateurs de bibliothèques territoriaux, les ingénieurs en chef territoriaux.
  - Institut national spécialisé d'études territoriales (INSET) : il en existe à Angers, Dunkerque, Montpellier et Nancy.
- École des ingénieurs de la ville de Paris, pour les ingénieurs de la Ville de Paris.
- École nationale supérieure des officiers de sapeurs-pompiers.

### Ministère de la Culture
- Institut national du patrimoine pour les conservateurs du patrimoine.

### Ministère de la Défense
- École nationale supérieure de techniques avancées de Bretagne pour les ingénieurs des études et techniques de l’armement.
- École nationale supérieure de techniques avancées pour certains ingénieurs de l'armement.
- École polytechnique pour les ingénieurs de l'armement, mais aussi pour d'autres corps dans différents ministères.
- Institut supérieur de l'aéronautique et de l'espace pour certains ingénieurs de l'armement et des études et techniques de l'armement.
- École des commissaires des armées (ECA).
- École d'administration des affaires maritimes pour les administrateurs des affaires maritimes.

Dans ces écoles, les élèves choisissant de servir l'État n'ont pas un statut de fonctionnaire mais de militaire.

### Ministère de l'Écologie, des Transports et des Travaux Publics
- École nationale de l'aviation civile pour les ingénieurs de contrôle de navigation aérienne, les ingénieurs électroniciens des systèmes de la sécurité aérienne et les techniciens d’étude et d’exploitation de l’aviation civile.
- École nationale de la météorologie pour les ingénieurs des ponts et chaussées, spécialité météorologie, et les ingénieurs des travaux de la météorologie ainsi que les techniciens supérieurs de l’exploitation météorologie et les techniciens supérieurs d'instrumentation.
- École nationale des ponts et chaussées pour les ingénieurs du corps des ponts et chaussées.
- École nationale des sciences géographiques pour les ingénieurs géographes, les ingénieurs des travaux géographiques et cartographiques de l’État et les techniciens géomètres.
- École nationale du génie de l'eau et de l'environnement de Strasbourg (ENGEES) pour les Ingénieurs de l'Agriculture et de l'Environnement[2].
- École nationale des travaux publics de l'État pour les ingénieurs des travaux publics de l'État.
- École nationale des techniciens de l'équipement pour les techniciens supérieurs et les secrétaire d'administration et de contrôle du développement durable.
- Les autres écoles des mines pour les ingénieurs de l'industrie et des mines.
- Les écoles de l'Institut TELECOM pour les ingénieurs du corps des télécommunications.

### Ministère de l'Éducation nationale,et de l'Enseignement supérieur
- Les professeurs sont formés dans les instituts nationaux supérieurs du professorat et de l'éducation.
- École nationale supérieure des sciences de l'information et des bibliothèques pour les conservateurs des bibliothèques et les bibliothécaires d'État.
- Institut des hautes études de l’éducation et de la formation (IH2EF) pour les personnels de direction de l'Éducation nationale et divers corps d'encadrement.
- Les élèves des quatre Écoles normales supérieures (ENS) sont fonctionnaires stagiaires, sans avoir de corps de sortie unique. La plupart des anciens élèves se dirigent cependant vers l'Éducation nationale, l'Enseignement supérieur et la Recherche.

### Ministère de l'Économie
- École nationale de la concurrence, de la consommation et de la répression des fraudes pour les inspecteurs et contrôleurs de la concurrence, de la consommation et de la répression des fraudes.
- École nationale de la statistique et de l'administration économique pour les administrateurs de l'Insee.
- École nationale de la statistique et de l'analyse de l'information pour les attachés de l'INSEE.
- École nationale des douanes (END).
- École nationale des finances publiques (ENFiP).
- École nationale supérieure des mines de Paris, pour les ingénieurs du corps des mines.

### Ministère de la Justice
- École nationale d'administration pénitentiaire pour l'ensemble des corps de l'administration pénitentiaire (personnel de surveillance, personnel d’insertion et de probation, personnel administratif et technique et personnel de direction).
- École nationale de la magistrature pour les magistrats de l'ordre judiciaire.
- École nationale de la Protection judiciaire de la jeunesse (Éducateur, directeur de service...).
- École nationale des greffes pour les greffiers et les directeurs de greffe.

### Ministère de l'Intérieur
- Les Écoles nationales de police pour les gardiens de la paix.
- École nationale supérieure de la police pour les commissaires de police.
- École nationale supérieure des officiers de police pour les officiers de police.
- Institut national des hautes études de la sécurité et de la justice (INHESJ).

### Ministère de la Santé
- École des hautes études en santé publique pour les attachés d'administration hospitalière, directeurs d'hôpitaux, directeurs d'établissement sanitaire, social et médico-social, directeurs des soins, ingénieurs d'études sanitaires, inspecteurs de l'action sanitaire et sociale, médecins de l'Éducation nationale, médecins et pharmaciens inspecteurs de la santé publique. Cette école forme les futurs cadres supérieurs de la fonction publique hospitalière recrutés par concours national organisé par le Centre national de gestion que sont les directeurs d'hôpital, les directeurs d'établissement sanitaire, social et médico-social, les directeurs des soins et les attachés d'administration hospitalière.
- École nationale supérieure de Sécurité sociale (EN3S).
- Les Centres de ressources, d'expertise et de performance sportive (CREPS).

### Ministère du Travail
- Institut national du travail, de l’emploi et de la formation professionnelle  pour les inspecteurs du travail.

### Cas particuliers
- Les écoles à statut militaire, dont les élèves ne sont pas fonctionnaires stagiaires, ne sont pas des écoles de la fonction publique au sens strict. Parmi elles, l'École polytechnique forme cependant les ingénieurs des grands corps techniques de l'État.

- Les élèves des Écoles normales supérieures et de l'École nationale des chartes sont fonctionnaires stagiaires, mais leur accès définitif à la fonction publique suppose leur réussite à un deuxième concours pendant ou à l'issue de leur scolarité.
- Les écoles marquées * accueillent également des élèves non-fonctionnaires, appelés "civils" et "auditeurs libres".

## Réseau des écoles de service public
Le Réseau des Écoles de Service public est une association de 38 écoles administratives françaises des trois fonctions publiques ou assimilées. Après une collaboration de quatre années dans l'organisation de sessions de formation communes, plusieurs écoles de service public décidaient en 1995 de fonder un réseau afin d'étendre leur coopération dans différents domaines.
Le RESP a pour objectif de répondre à un souci commun de ses membres d'améliorer les méthodes pédagogiques à travers l'organisation de sessions de formation, de mutualiser leurs compétences et échanger leurs expériences, de décloisonner la formation port-universitaire de service public, de mieux faire connaître les métiers d'encadrement des trois fonctions publiques (Etat, territoriale, hospitalière) et de la sécurité sociale  préparés dans ses écoles.
Le RESP organise diverses activités destinées aux élèves ou stagiaires de chacune des écoles. Il vise également l'amélioration des compétences pédagogiques de leurs cadres. Des groupes de travail permettent aux membres qui le souhaitent de se tenir informés sur les évolutions du monde du service public et de celui de la formation, et de conduire une réflexion commune sur leur positionnement face à ces évolutions.

### Membres
- Le Centre national de la fonction publique territoriale (CNFPT), comprenant l'Institut national des études territoriales (INET) et les quatre Instituts nationaux spécialisés d'études territoriales (INSET) d'Angers, de Dunkerque, de Montpellier, et de Nancy ;
- Le Centre de ressources, d'expertise et de performance sportives de Poitou-Charentes (CREPS) ;
- La Direction de l'enseignement militaire supérieur (DEMS) ;
- L'École des commissaires des armées (ECA) ;
- L'École des hautes études en santé publique (EHESP) ;
- L'École nationale d’administration (ENA) ;
- L'École nationale d'administration pénitentiaire (ENAP) ;
- L'École nationale de la concurrence, de la consommation et de la répression des fraudes (ENCCRF) ;
- L'École nationale des douanes (END) ;
- L'École nationale des finances publiques (ENFiP) ;
- L'École nationale des greffes (ENG) ;
- L'École nationale du génie de l'eau et de l'environnement de Strasbourg (ENGEES) ;
- L'École nationale de la magistrature (ENM) ;
- L'Ecole nationale de la protection judiciaire de la jeunesse (ENPJJ) ;
- L'École nationale de la sécurité et de l'administration de la mer (ENSAM);
- L'École nationale supérieure de la police (ENSP) ;
- L'École nationale supérieure des sciences de l'information et des bibliothèques (ENSSIB);
- L'École nationale des services vétérinaires (ENSV)
- L'École des officiers de la gendarmerie nationale (EOGN);
- L'École nationale supérieure de sécurité sociale (EN3S) ;
- L’Institut des hautes études de l’éducation et de la formation (IH2EF) ;
- L'Institut de formation de l'environnement (IFORE) ;
- L'Institut de la gestion publique et du développement économique (IGPDE);
- l'Institut national des hautes études de la sécurité et de la justice (INHESJ) ;
- L'Institut national du travail, de l'emploi et de la formation professionnelle (INTEFP);
- Les cinq Instituts régionaux d’administration (IRA, de Bastia, de Lille, de Lyon, de Metz, de Nantes) ;